# Siergokała
Siergokała (ros. Сергокала) – wieś w Rosji, w Dagestanie, ośrodek administracyjny rejonu siergokalińskiego. W 2010 liczyła 8143 mieszkańców, głównie Dargijczyków.

## Urodzeni
- Rusłan Karajew – radziecki zapaśnik.